# Museum Geißlerhaus
Das Museum Geißlerhaus ist ein Heimat- und Technikmuseum in Neuhaus am Rennweg im Süden Thüringens. Es befindet sich im Geburtshaus des Glasbläsers und Instrumentenbauers Heinrich Geißler (1814–1879) im Ortsteil Igelshieb.
Betrieben wird es vom 1997 gegründeten Förderverein Heimatmuseum Geißlerhaus Neuhaus am Rennweg e. V.

## Geschichte
Heinrich Geißler war ein Pionier der Elektrizitätslehre und der Vakuumtechnik. Seine Untersuchungen mit Niederdruck-Gasentladungsröhren, sogenannte Geißlerröhren, führten zu neuen Erkenntnissen auf dem Forschungsfeld der Gasentladungsphysik. Die Fortführung dieser Experimente ermöglichte die Entdeckung der Röntgenstrahlen und stieß das Tor zur Atom- und Kernphysik auf. In Fachkreisen ist auch der Geißlersche Aspirator bekannt, eine Quecksilber-Vakuumpumpe, ohne die, im Grunde genommen, die Herstellung der Geißlerröhren und ihrer vielen Nachfolger gar nicht möglich gewesen wäre.
Das Gebäude in der Sonneberger Str. 106 wurde als Wohnhaus einer Glasbläserfamilie Mitte des 18. Jahrhunderts in der für thüringische Orte des Schiefergebirges typischen Bauweise errichtet (u. a. Krüppelwalmdach, symmetrisch zur Straßenfront, Zwerchhaus, traufseitiger Eingang). Es enthielt sowohl Wohn- als auch Arbeitsräume. Zum 50. Todestages von Heinrich Geißler wurde 1929 eine Gedenktafel angebracht. Bis zum Kauf durch die Stadt Neuhaus am Rennweg um 1980 wurde es als Wohngebäude verwendet. Danach wurde es durch die Stadt, den VEB Mikroelektronik Neuhaus, den VEB Kreisbau Neuhaus und die Feierabendbrigade Franz Eberhardt um- und ausgebaut. Am 26. Mai 1989, dem 175. Geburtstag Heinrich Geißlers wurde es als Heimatmuseum eingeweiht.
Nach nochmaligen Um- und Ausbau ab 2008 wurde am 14. Oktober 2010 das neu gestaltete Geißlerhaus eröffnet.

## Ausstellung
- Leben und Werk von Heinrich Geißler
- Werke von verschiedenen in Neuhaus am Rennweg geborenen Glasgestaltern: Albin Schädel (1905 bis 1999), Kurt Wallstab (1920 bis 2002), Max Traut (1906 bis 1970)[1]
- Glas- und Porzellanherstellung, Porzellanmalerei, Schachtelmacherei, Forstgeschichte

In der Ausstellung können neben originalen, von Heinrich Geißler selbst gefertigten, Röhren auch in Betrieb befindliche Geißlerröhren betrachtet werden.